# Best of (album d'Angelo Branduardi, 1992)
Pour les articles homonymes, voir Best of.
Albums de Angelo Branduardi
Il ladro
(1990) Domenica e Lunedì
(1994)
Best of est un album de musique interprété par Angelo Branduardi et publié en 1992.

## L'album
Cette compilation de titres interprétés en français, exception faite d'une chanson en italien, est complétée par un inédit, adapté en français (paroles de Georges Moustaki) d'un titre paru en 1990 dans l'album en italien Il ladro. Certains titres ont été remasterisés, la plupart bénéficient de nouveaux arrangements.

## Liste des titres
- La lune (1)
- Confession d’un malandrin (1)
- La série des nombres (1)
- Le don du cerf (1)
- À la foire de l’est (1)
- Sous le tilleul (1)
- La demoiselle (1)
- Bal en fa dièse mineur (1)
- Le cerisier (1)
- Va où le vent te mène (1)
- Le seigneur des Baux (1)
- La loutre (1)
- Il violonista di Dooney (2)
- La vie orange (3)
- Madame (4)

Adaptations françaises : 

1. Étienne Roda-Gil
2. Luisa Branduardi
3. Pierre Grosz
4. Georges Moustaki